# Riserva naturale Pescinello
La riserva naturale di Pescinello è un'area naturale protetta situata nell'alta valle dell'Albegna, tra il Monte Labbro e il paese di Roccalbegna, sulla sinistra idrografica del Fiume Albegna, e si estende per circa 149 ettari nella parte orientale della provincia di Grosseto, ad una distanza di circa 35 km in linea d'aria da Grosseto.
La riserva naturale, insieme a quelle del Monte Labbro a monte e del Bosco di Rocconi a valle, è inclusa nel sito di importanza comunitaria "Monte Labbro e Alta valle dell'Albegna". Una parte del territorio è interessata dal sito di interesse regionale "(SIR) Monte Labbro".

## Territorio
Il territorio è di alta collina, con rilievi come Poggio Crivello e Poggio Cerrino con altezze medie superiori agli 800 m s.l.m. Il clima rientra nel tipo sub-umido, con precipitazioni medie fra i 1.000-1.100 mm. Dal punto di vista fito-climatico, secondo Pavari, la Riserva rientra nel Castanetum.
Il paesaggio della Riserva è caratterizzato da aspre pareti e spuntoni di calcare, pietraie e pascoli sassosi, con piante di grosse dimensioni. Tra le formazioni geologiche calcari vari, compreso il rosso ammonitico, a calcareniti, ad argilliti e a diaspri.
Il corso d'acqua principale è rappresentato dal Fiume Albegna.

## Fauna

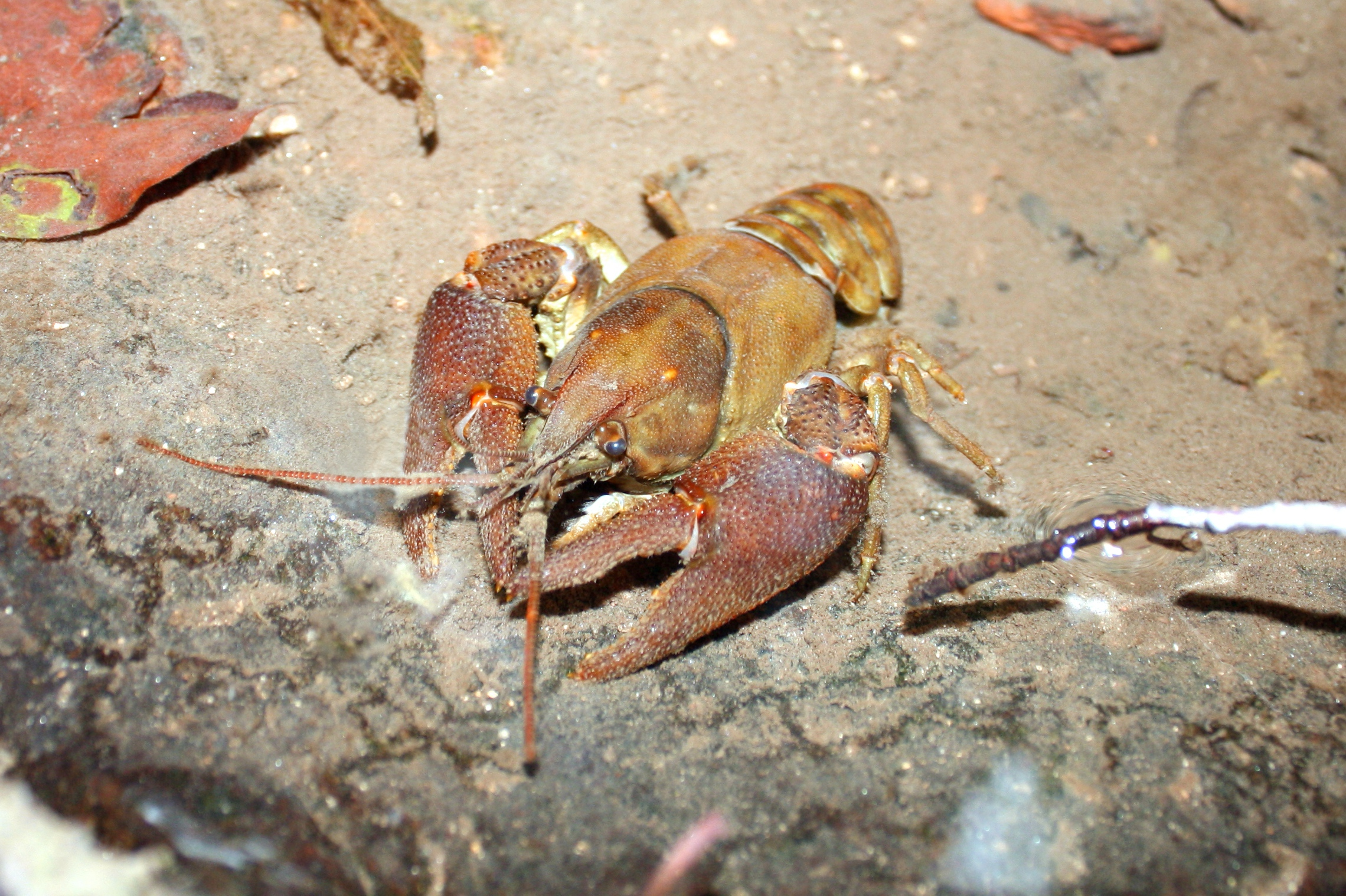
Gambero di fiume

Il corso del fiume è un ambiente ideale per la puzzola, così come per martin pescatore e merlo acquaiolo, mentre nei corsi d'acqua minori è presente il gambero di fiume e, in piccole pozze d'acqua o abbeveratoi, importanti anfibi come tritoni e l'ululone appenninico. Tra le specie alcune sono di interesse comunitario (Direttiva CEE 92/43) come Triturus cristatus, Bombina variegata, Elaphe quatuorlineata e Salamandrina terdigitata.
È presente inoltre l'istrice, oltre a vari rapaci (biancone, falco pecchiaolo, lodolaio, gheppio, albanella, astore, sparviero e poiana).
Si è riscontrata la presenza di mammiferi come il gatto selvatico, la martora, il tasso, e, erratico, il lupo. 
Altri uccelli riscontrabili sono il gruccione e la ghiandaia marina. Numerosi sono poi i rettili fra cui il biacco, natrix, colubri, vipere e testuggini di Hermann.

## Flora
La Riserva è caratterizzata dalla presenza di numerosi alberi monumentali debitamente catalogati e, in particolare, aceri, carpini, ornielli, roverelle, tigli, oltre a grandi agrifogli, un sambuco, un melo ed un pero.
La vegetazione principale è costituita da cedui a maggioranza di cerro e roverella con presenze di leccio e, nelle zone più umide a ridosso del fiume, da specie più igrofile come carpino bianco e nero, pioppi, olmo, nocciolo e aceri. È presente una colonia di lecci nella parete rocciosa esposta a sud di Prato Nanzi.
Le coltivazioni agricole si limitano a pascoli e prati-pascoli.

## Strutture ricettive
Il centro visite "Casa Roccalbegna", che si trova nella località omonima, apparteneva al Consorzio agrario ed è stato acquistato dalla Provincia e completamente ristrutturato, e successivamente dato in gestione alla Pro Loco.
Al suo interno sono stati allestiti sia una sala con ampie vetrate che si affacciano sulla Rocca, che uffici per l'accoglienza dei visitatori e delle scolaresche interessate alla zona del Monte Labbro e dell'Alta Valle dell'Albegna, e in particolare le Riserve provinciali Pescinello e Rocconi. 
L'edificio è dotato di pannelli fotovoltaici per l'autoproduzione di energia.